# Serratina eugonia
Serratina eugonia är en musselart som först beskrevs av Suter 1913.  Serratina eugonia ingår i släktet Serratina och familjen Tellinidae. Inga underarter finns listade i Catalogue of Life.